# گیاهان چمنی

## گیاهان چمنی
برخلاف غلات، گیاهان چمنی کمتر به منظور تولید دانه و بیشتر جهت تولید علوفه برگی دام‌های اهلی کشت می‌شوند. در نتیجه محصولات بذری این گیاهان نیاز به مدیریتی غیر از چراگاه‌ها یا علوفهٔ خشک می‌داشته و اکثر محصولات بذری در حال حاضر با شرایط بازاریابی از قبل تعیین شده پرورش می‌یابند.
برای بعضی از گونه‌ها، ماشین آلات مخصوص برداشت آن‌ها طراحی شده ولی هنوز در مراحل آزمایش هستند. این مسئله خصوصاً در مورد علف‌های چمنی مناطق حاره صدق می‌کند. پیشرفت‌های دیگر امکان استفاده از مواد شیمیایی به سه منظور عمده است:
- برای آسان کردن برداشت، ساقهٔ گل دهنده را کوتاهتر سازند.
- استفاده از خشک‌کننده‌ها در محصولات رسیده برای کاهش درصد رطوبت.
- استفاده از رزین‌ها و پلیمرها جهت جلوگیری از ریزش بذور رسیده.

هیچ‌کدام از این موارد به مرحله‌ای از عمل نرسیده‌است که بتواند برای مصارف عمومی توصیه شود، ولی کارهای آزمایشگاهی در حال اجرا است که بتواند ادوات جدیدتر و سودمندتری برای تولیدکنندگان بذر علف‌های چمنی تهیه نماید.
اکثر گونه‌های علف‌های چمنی دگرگشن هستند و در نتیجه تغییرات از یک گیاه به گیاه دیگر در داخل یک کولتیوار نسبتاً بالا است؛ بنابراین، بعضی از تأثیرات محیطی یا عملیات مدیریت زراعی ممکن است در تولید بذر از یک نوع گیاه بخصوص مورد توجه باشد، در صورتی که برای گیاهان دیگر مورد توجه نباشد. این رابطه به خصوص وقتی وجود دارد که تولید بذر در منطقه‌ای دورتر از جائی که گیاهان والدین کولتیوار انتخاب شده و بذر اولیه اصلاح‌کننده تولید شده‌است انجام شود. در رابطه با روشن شدن این مسئله خصوصاً در آمریکا که بذر علوفه‌ای در غرب کشور تولید می‌شود که آب و هوای مناسب برای تولید بذر دارد کارهای زیادی انجام گرفته‌است. از همین کولتیوارها در ایالات شرقی و در کشورهای دیگر که آب و هوای مناسب‌تری دارند برای چراگاه و علوفهٔ خشک استفاده می‌شود.
به‌طور کلی نتایج آزمایش‌های نشان داده که پرورش دادن بذر برای یک نسل در یک محیط متفاوت تأثیر معنی داری ندارد، کولتیوارها در استقرارشان متفاوت هستند و اطلاعات بیشتری برای توضیح این کلیت مورد نیاز است.
در تولید بعضی از بذور علف‌های چمنی آبیاری انجام شده و می‌تواند سودمند باشد. آبیاری این امکان را ایجاد می‌کند که تولید در اراضی دارای رطوبت مناسب برای رسیدن بذر انجام شود. عملکرد بذر به هر حال به دلیل تنش خشکی شدیداً پایین می‌آید.
در طی مرحله استقرار گیاه برای اطمینان از تولید یک گیاه قوی می‌توان آبیاری را انجام داد و گیاه را وادار به تولید پنجه سریع‌تر و فراوان‌تر نمود. تنش رطوبت بعد از این باعث تسریع در ظهور ساقه‌های گل‌دهنده می‌شود و آبیاری بیشتر بعد از گل دادن باعث تولید بذور چاق می‌شود. زمان آبیاری باید با مصرف ازت تلفیق شود به‌طوری‌که مطمئن شویم آبشویی اتفاق نیفتد. پخش نیتروژن می‌تواند در دفعات مکرر و با مقدار کمتر در هر بار مصرف شود. گونه‌هایی وجود دارند که به آبیاری عکس‌العمل نشان نمی‌دهند ولی در این مورد آزمایش‌هایی انجام شده‌است.

## علف‌های چمنی منطقه معتدله که بیشتر کشت و کار می‌شوند
این گیاهان به آب و هوای معتدله سازگار شده‌اند و شامل گیاهان یک ساله و دو ساله هستند ولی اکثر آن‌ها پایا می‌باشند. انواع دو ساله و پایا برای تغییر از مرحله رویشی به زایشی به بلند شدن روز و درجه حرارت عکس‌العمل نشان می‌دهند. پنجه‌های تولید شده در پاییز بزرگترین نقش را در عملکرد بذر در سال بعدی در این گیاهان دارد.

## علف چاودار
علف‌های چاودار معمولاً به علف چاودار ایتالیایی – کولتیوارهای کوتاه عمر یک ساله یا دو ساله یا دارای عمر کمتر از سه سال – علف چاودارهای پایا که می‌توانند برای چندین سال باقی بمانند تقسیم می‌شوند. ایجاد مرز بین اینها کاملاً مشخص نیست و در عمل دامنهٔ پیوسته‌ای از علف چاودارهای یک ساله دنیای غرب تا علف‌های چاودار پایای چند ساله وجود دارد. چندین هیبرید بین علف چاودار ایتالیایی و علف چاودار پایا وجود دارد که نسبت دادن آن‌ها به یک کولتیوار یا گونه مشخص مشکل است. این وضعیت بعداً با درک این حقیقت که هر دو گروه کولیتوارهای دیپلوئید و تتراپلوئید در دست بهره‌برداری هستند پیچیده‌تر می‌شود. این پیچیدگی‌ها برای پرورش دهندگان بذر خصوصاً در ارتباط با کشت قبلی مزرعه بذری و در رعایت قرنطینه مناسب مشکلات بیشتری را ایجاد می‌کند.
معمولاً علف چاودار ایتالیایی از علف چاودار پایا به واسطه داشتن ریشک در پالئای خارجی تشخیص داده می‌شوند. به علاوه محور سنبله معمولاً در علف چاودار ایتالیائی حالت تخت داشته و در علف چاودار پایا به صورت تخم مرغی است. ساقه‌های علف چاودار ایتالیایی گرد است ولی ساقه‌ها در علف چاودار پایا پهن است. گوشک‌ها در نوع ایتالیائی بارزتر هستند. کولتیوارهای ایتالیایی که دارای عمر کوتاهی بوده – وقتی که در اروپای شمالی در اول بهار کشت شوند – در همان سال کشت، تولید بذر می‌کند. آزمایش فلوئورسنت نیز برای تشخیص کولتیوارهای زودرس به کار می‌رود. بذور در شرایط تاریکی بدون صفحهٔ فلوئورسنت جوانه می‌زنند و سپس گیاهان جوان در نور ماوراء بنفش (UV) آزمایش می‌شوند؛ کولتیوارهایی که گیاهچه‌هایشان دارای نسبت بالای فلوئورسنت باشند و نور مهتابی را پس دهند آن‌هایی هستند که کمتر پایا هستند. البته، این همبستگی مطلق نیست و بعضی از کولتیوارهای پایا نیز دارای نسبت زیادی از گیاهان فلوئورسنت هستند. هیبریدهای بین علف چاودار ایتالیایی و پایا ممکن است بسته به فشار جهت انتخاب صفات که از طرف اصلاح‌کننده اعمال شود؛ خصوصیات یکی از گونه‌ها را بیشتر یا کمتر دارا باشند.
کولتیوارهایی که تتراپلوئید هستند، معمولاً اندازهٔ بذرشان تقریباً دو برابر کولتیوارهای دیپلوئید می‌باشد. محتوی رطوبت گیاه در مجموع ۱ تا ۲ درصد بالاتر است، لذا خشک کردن آهسته‌تر صورت می‌گیرد. بعضی تتراپلوئیدها نسبت به دیپلوئیدهای هم ردیف عمر کمتری دارند ولی کولتیوارهای تترایکلوئید جدیدتر از این نظر، پیشرفت زیادی کرده‌اند.
علف چاودار ایتالیایی
طبقه‌بندی کولتیوارها
بذر دادن در سال کشت یکساله در دشت‌های غرب، دو ساله (ایتالیایی)
پلوئیدی دیپلوئید، تتراپلوئید
ویژگی‌های اصلی در شناسایی کولتیوارها:
زمان به گل رفتن گیاه زود، دیر
شکل رشد گیاه (در زمان ظهور گل) مستقیم، مایل
در ازای برگ پرچمی (در زامن گلدهی) کوتاه، بلند
پهنای برگ پرچمی (در زمان گلدهی) باریک، پهن
طول ساقه، شامل گل آذین کامل کوتاه، بلند
- محصول بذری:

فقط یک بار بذرگیری از مزرعه بذری چاودار ایتالیایی انجام می‌شود، و محصول دوم معمولاً کاهش زیادی در عملکرد دارد و کنترل رشد گیاهان خودرو که بذرشان ریزش کرده غیرممکن است. و نتیجتاً نگهداری خلوص کولتیوار را مشکل می‌کند.
- قرنطینه:

علف چاودار ایتالیایی دگرگشن بوده و گرده‌ها توسط باد پخش می‌گردند. برای قرنطینه مناسب علف چاودار ایتالیایی و پایا می‌بایست آزمایش شود که آیا از یک گونه هستند یا نه. برنامه‌های بذور روغنی و علوفه ای(OECD 1977 OECD) برای مزارع کوچک (۲ هکتار و کمتر) ۲۰۰ متر و برای مزارع بزرگتر در تولید بذر در نسل‌های بعدی ۱۰۰ متر قرنطینه را لازم دانسته است. وقتی در نظر است بذر تولید شده برای محصولات علوفه‌ای یا مصارف دیگر کشت بشود این فاصله به ۱۰۰ تا ۵۰ متر کاهش می‌یابد. کولتیوارهای دیپلوئید و تتراپلوئید با یکدیگر تلافی نمی‌کنند، ولی گرده از یک گروه ممکن است باعث عدم باروری گشته و عملکرد را کاهش دهد؛ بنابراین یک قرنطینهٔ ۵۰ متری گروه‌های دیپلوئید و تتراپلوئید توصیه می‌شود.
- کشت قبلی:

اکثر علف‌های چمنی می‌توانند در زمین باقی بمانند و برای کشت محصول بذری علف چاودار ایتالیایی توصیه می‌شود که حداقل دو سال قبل از آن اقدام به کاشت علف‌های چمنی با بذر هم اندازه علف چاودار نشده باشد. در بعضی از طرح‌های گواهی بذر دورهٔ سه یا چهار سال توصیه شده. استفاده از بعضی برگ ریزها مثل پاراکوات برای از بین بردن علف‌های چمنی تثبیت شده می‌تواند روشی برای کوتاه‌تر کردن طول مدت بین کشت محصول‌های بذری باشد. به‌طور کلی محصولات بهاره مثل غلات یا محصولات ریشه‌ای برای تهیهٔ یک مزرعه تمیز بهتر از محصولاتی هستند که در پاییز کشت می‌شوند. کشت محصولات پاییزه باعث ازدیاد بقایای گیاهان چمنی خودرو و علف‌های هرز چمنی می‌شود.
- علف‌های هرز مشکل ساز:

علفهای هرز چمنی مشکل‌ترین علف‌های هرز جهت کنترل می‌باشند؛ و جدا کردن بذور آن‌ها بعد از برداشت از علف چاودار نیز مشکل می‌باشد. این گیاهان چمنی شامل یولاف‌های وحشی علف سیاه، مرغ پوآی چمنی یک ساله، علف یونجه زار خشن، انواع بروموس و چمن دارنل می‌باشند. علف‌های هرز چمنی باید در بستر بذر کنترل شوند. گلیفوسایت می‌تواند در محصول قبلی غلات مصرف شده و بسیاری از علف‌های هرز پهن برگ و باریک برگ را کنترل کند. در داخل کلش مزارع یا به عنوان یک علف کش قبل از کشت پاراکوت نیز می‌تواند مؤثر باشد. بعد از تثبیت، اتیوفومسات نیز می‌تواند بسیاری از علف‌های هرز گرامینه و غلات، ناخواسته خودرو، گندمک و شیر پنیر را کنترل کند. این کار باید در آخر پاییز تا اوایل زمستان (از اواسط مهر تا اوایل دی ماه در انگلستان) وقتی خاک مرطوب باشد انجام شد. در این مرحله مزرعهٔ بذری علف چاودار باید رشد خوبی داشته و حداقل ۲ تا ۳ برگ در گیاه داشته باشد.
علف‌های هرز پهن برگ باید توسط استفاده از علف کش‌های مناسب مثل MCPA , 2,4-D، مکوپروپ، ایوکسینیل و بروموکسینیل کنترل شوند. این علف کش‌ها در صورتی که گیاه علف چاودار در پاییز حداقل در مرحله ۳ تا ۴ برگه باشد، بی‌خطر هستند. همچنین می‌توان این علف کش‌ها را در بهار چهار هفته قبل از ظهور گل آذین مصرف کرد. اگر علف کش‌ها در زمان نامناسب مصرف شوند می‌توانند باعث عقیمی و در نتیجه کاهش عملکرد گردند.
- کشت محصول بذری:

محصولات بذری ترجیحاً باید در ردیف ای نزدیک به هم کاشته شوند (فاصله بین ردیف ۱۰ سانتیمتر و حداکثر ۲۰ سانتیمتر) در مناطق مرطوب تر ممکن است بذر را به‌طور سراسری پخش کرد؛ ولی به‌طور کلی به دلیل این که بذر در عمق دلخواه قرار نمی‌گیرد توصیه نمی‌شود.
محصول بذری علف چاودار ایتالیایی ممکن است به صورت مخلوط زیر یک محصول غله دیگر در بهار کشت شود یا بدون محصول پوششی در پاییز کشت شود. کشت پاییزه می‌تواند در حدود دهم شهریور ماه انجام شود و باید در شرایط اروپای شمالی در اواخر شهریور ماه کشت آن کامل شده باشد. برای کولتیوارهای دیپلوئید، مقدار ۱۲ کیلوگرم در هکتار بذر مناسب است، ولی اگر شرایط بستر بذر مطلوب نباشد این مقدار به ۱۶ کیلوگرم در هکتار افزایش می‌یابد. برای کولتیوارهای تتراپلوئید این مقادیر به ترتیب ۱۶ و ۲۲ کیلوگرم می‌باشند، وقتی که بذر به صورت سراسری پخش می‌گردد میزان بذر بیشتری باید به کار برد.
- داشت محصول بذری:

در بین عناصر غذایی عمده کلسیم و فسفر و پتاسیم مهم‌تر بوده و مقادیر مورد نیاز تقریباً مشابه با گندم است با این تفاوت که مقدار پتاسیم مورد نیاز کمی بیشتر است. مقدار اسیدیته خاک باید بالاتر از ۵ بوده و ترجیحاً حدود ۶مناسب می‌باشد. به کار بردن ۴۵ تا ۵۰ کیلوگرم در هکتار فسفر و ۵۰ تا ۶۰ کیلوگرم در هکتار پتاسیم در اکثر خاک‌های حاصلخیز قابل توصیه است. ازت برای تحریک رشد در زمان‌های بحرانی در صورت نیاز به کار برده می‌شود. وقتی که محصول به عنوان کشت همراه یا در پاییز در شرایط سخت به‌طور مستقیم در زمین کشت می‌شود. مقدار ۲۰ تا ۵۰ کیلوگرم ازت به صورت سرک در پاییز باعث تسریع رشد می‌گردد، خصوصاً اگر محصول بخواهد مورد چرا واقع شود. هدف تحریک پنجه زنی و استقرار یک پوشش خوب برای تولید بذر می‌باشد. در بهار بسته به شرایط مزرعه، افزایش ۱۰۰ تا ۱۷۵ کیلوگرم ازت مورد نیاز خواهد بود. در شرایط مرطوب تر ازت کمتری جهت کاهش خطر و رس کردن محصول توصیه می‌شود و کل ازت مصرفی در بهار نباید از ۱۲۵ کیلوگرم در هکتار تجاوز نماید. اولین بار مصرف باید در اواخر اسفند انجام گیرد و بعضی از محققین پیشنهاد می‌کنند همین یک بار باقی‌مانده را پس از برگ چینی توصیه می‌کنند. چرای پاییزه در سال استقرار گیاه مؤثر بوده و باعث می‌گردد که اندام‌های رشد یافتهٔ اضافی را قبل از زمستان از مزرعه خارج سازد.
ممکن است بدون چیدن بهاره برگ‌ها از علف چاودار ایتالیایی بذرگیری نمود، ولی این کار دو عیب دارد. قبل از گرده افشانی ممکن است خوابیدگی اتفاق افتد که منجر به کاهش دانه بندی شده و رشد رویشی به مقدار بیش از حد می‌رسد. برگ چینی این دو عیب را منتفی نموده و امتیازات دیگری نیز دارد که چرا دادن یا سیلو کردن تأمین درآمد کرده و مقداری از هزینه تولید محصول بذری را جبران می‌کند. البته، چیدن برگ‌ها می‌بایست دقیقاً در زمان مناسب خود انجام شود در غیر این صورت باعث کاهش عملکرد بذر خواهد شد. چرا دادن یا بریدن آن و تهیهٔ یک سیلوی زود ممکن است ولی در هر یک از موارد در انگلستان از اواخر فروردین و در مواقعی قبل از نیمه اردیبهشت مزرعه باید به عنوان محصول بذری اختصاص یابد، برگ چینی بعد از این باعث گل آذین کمتر یا کوچکتر می‌شود که هر دو مورد باعث کاهش عملکرد بذر خواهد شد. وقتی که مزرعه خیلی خیس باشد برگ چینی نباید انجام شود. زیرا خطر گل مال شدن وجود دارد.
- برداشت:

در بین دو روش بریدن و ردیف کردن محصول و جمع‌آوری بعدی آن، و برداشت مستقیم یک روش را می‌توان انتخاب کرد. در اقلیم‌هایی که در زمان برداشت آب و هوا خوب و طبیعی است قطع کردن محصول و ردیف کردن آن ترجیح دارد، ولی در مواردی که خشک کردن محصول بذری معمولاً لازم می‌باشد برداشت مستقیم با کمباین بهتر است. در اکثر گونه‌های علف‌های چمنی در زمان رسیدن محصول ریزش بذر اتفاق می‌افتد. تولیدکنندگان نیز با محصولی مواجه هستند که گل آذین‌ها به‌طور هم‌زمان نمی‌رسند. البته، معمولاً حداکثر عملکرد بذر از گل آذین‌های بزرگ به دست می‌آید که روی پنجه‌های مسن تر ظاهر می‌شوند و بهترین زمان برداشت وقتی است که اکثریت این گل آذین‌ها رسیده باشند و این بهتر از این است که منتظر شویم گل آذین‌های کوتاهتر برسند. بذر معمولاً وقتی می‌رسد در حالت خمیری است و رنگ سبز شروع به تغییر می‌کند. در بعضی از کولتیوارها رنگیزه‌های آنتوسیانین در این مرحله ممکن است شدت بیشتری یابد، ساقه نیز شروع به زرد شدن می‌کند.
از علائم مشخص‌کننده رسیدگی بذر آزمایشی درصد رطوبت بذر است. در این مرحله کاهش رطوبت بذر می‌تواند سریع انجام گیرد و لذا آزمایش‌های مکرر لازم می‌شود. نمونه‌گیری از داخل مزرعه با انتخاب گل آذین‌ها به صورت تصادفی از چندین نقطهٔ محصول برداشت شده و آن را در یک ظرف پلاستیکی می‌گذارند، سپس کل نمونه‌ها کوبیده شده و آن را در یک ظرف پلاستیکی می‌گذارند، سپس کل نمونه‌ها کوبیده شده و بذور جدا شده و باید ۴۵ درصد یا کمتر در کولتیوارهای تتراپلوئید و ۴۳ درصد برای کولتیوارهای دیپلوئید باشد. محتوی رطوبت بذر دربرداشت مستقیم با کمباین باید ۵ درصد از اعداد فوق کمتر باشد (یعنی ۴۰ درصد برای تتراپلوئید و ۳۸ درصد برای کولتیوارهای دیپلوئید) در آب و هوای مناسب مقدار رطوبت بذر در این زمان هر روز ۲ تا ۳ درصد کاهش می‌یابد. اثر باران باعث افزایش موقتی در رطوبت بذر می‌شود و باید منظور نشود.
- خشک کردن:

در مناطقی با آب و هوای خوب بهترین راه برای خشک کردن این است که محصول چیده شده و وقتی رطوبت بذر به قدر کافی برای انبار کردن پایین آمد (۱۴ درصد یا کمتر) با یک کمباین برداشت گردند. جایی که خشک شدن در مزرعه مقدور نیست، و بذر مستقیماً با کمباین برداشت می‌شود، باید سریعاً خشک شود. اگر بذر مرطوب در انبار ذخیره شود جوانه زنی می‌تواند خیلی سریع اتفاق افتد، خصوصاً کولتیوارهای تتراپلوئید در مقابل رطوبت زیاد آسیب پذیرترند. وقتی خشک کردن بذر با پهن کردن صورت می‌گیرد، تهویه باید بلافاصله شروع شود و محتوی رطوبت بذر باید در مدت ۵ روز به کمتر از ۲۰ درصد کاهش یابد. براساس توصیه انستیتوی بین‌المللی گیاه‌شناسی کشاورزی کمبریج وقتی که رطوبت بذر بیش از ۳۵ درصد لازم باشد، ضخامت بذور روی یکدیگر نباید از ۵۵ سانتیمتر بیشتر باشد (در این حالت سطح لازم برای پهن کردن هر تن بذر ۸ متر مربع می‌باشد). جریان هوای مورد نیاز برای هر تن بذر در رطوبت بذر ۳۵، ۴۰ و ۴۵ درصد به ترتیب ۲/۱۶، ۴۵/۲۱ و ۸/۲۷ متر مکعب در دقیقه می‌باشد. در مراحل اولیه هیچگونه گرمایی نباید مورد استفاده قرار گیرد. وقتی که رطوبت نسبی هوا تا ۶۵ درصد کاهش یابد، فقط در مراحل انتهائی مقدار کمی می‌تواند مورد استفاده واقع شود. باید مطمئین شویم که سطح بالای بذر نیز در مدت ۵ روز تا رطوبت کمتر از ۲۰ درصد خشک شود.
وقتی که از جریان مداوم در خشک‌کننده‌های مسطح استفاده می‌شود جهت جلوگیری از خشک کردن بیش از حد لایه‌های زیر و همچنین جهت جلوگیری از اختلاف زیاد در رطوبت بذر ضخامت بذر نباید بیش از ۱۵ سانتیمتر باشد. حداکثر درجه حرارت برای هوای خشک‌کننده به میزان ۳۸، ۴۹ و ۵۹ درجه سانتیگراد برای بذر با محتوی رطوبت ۴۵، ۴۰ و ۳۵ درصد توصیه شده‌است. بذور پس از خشک شدن و قبل از انبار شدن باید سرد شوند.

## بیماری‌ها و آفات
مهمترین بیماری بذرزاد بیماری بذرکوری است و این بیماری در علف‌های چمنی پایا نسبت به علف چاودار ایتالیایی شایع تر است. ارگوت نیز بذرزاد است ولی معمولاً مشکل جدی نیست. هیچگونه تیمار ارزشمندی برای مبارزه در مقابل بیماری بذر کوری وجود ندارد. گرچه مقادیر کم بذر را می‌توان با فرو بردن در آب داغ به مدت ۳۰ دقیقه و سپس سرد کردن و خشک کردن تیمار کرد. بهترین راه علاج استفاده از بذر تمیز و عاری از بیماری‌ها می‌باشد. کولتیوارهای مقاوم نیز وجود دارند، بذوری که بیش از دو سال در انبار ذخیره می‌شوند معمولاً عاری از این بیماری می‌گردند، چرا که معمولاً در بذور خشک عامل بیماری زنده نمی‌ماند. مراعات اصول بهداشت در مزرعه نیز مهم است. در ایالت آرگون ایالات متحده آمریکا، سوختن کاه و کلش در کنترل بیماری مؤثر بوده‌است؛ ولی اکنون زمینهٔ زیست‌محیطی آن زیر سئوال رفته‌است (یانگ برگ در هبلس ویت ۱۹۸۰). چندین بیماری برگ و ساقه نیز مزارع را آلوده می‌سازند، ولی به‌طور کلی تأثیر آن‌ها در حد قابل توجهی نیست که استفاده از قارچ کش‌ها را توجیه نماید. در مناطقی که این بیماری‌ها وجود دارند باید از کولتیوارهای مقاوم استفاده شود. خسارت مگس براق سبز به گیاهان جوان، می‌تواند توسط پخش کلرپیریفوس کنترل شود، برای مبارزه با حلزون از قرص‌های متالدئید یا متیوکارب در زمان کشت استفاده می‌شود. بعد از ظهور گل آذین شته‌ها می‌توانند خسارت ایجاد نمایند و در صورت طغیان می‌بایست از شته کش‌ها استفاده نمود. در مواردی پشه‌ها نیز می‌توانند خسارت وارد نمایند.

## علف یولاف بلند
از این گونه، کولتیوارهای کمی موجود بوده و عمدتاً در اروپا هستند. عملکرد بذر در محصولاتی که به صورت ردیف‌های عریض کشت شده باشند نتیجه بهتری می‌دهد. بذر نسبت به ریزش بسیار حساس است و باید در زمانی که ساقه شروع به زرد شدن کرده و قبل از ریزش بذور نیمهٔ بالایی پانیکول برداشت صورت گیرد. این کار می‌تواند با راه رفتن داخل مزرعه و مالش مقداری از پانیکول‌ها در کف دست کنترل گردد. اگر دانه‌های نیمهٔ بالایی از پانیکول جدا شدند، بذر آماده برداشت با کمباین است. کوبیدن بذر در علف یولاف بلند مشکلاتی داشته و ریشک‌های بلند روی بذر مشکلاتی ایجاد می‌کند. البته، اگر بذر محکم کوبیده شود و پوشینک از نوک گندمه جدا شود، گندمه برهنه قابلیت جوانه زنی را از دست می‌دهد. ظاهراً این گونه به ازت عکس‌العمل مناسب نشان می‌دهد.
گراس‌های مناطق معتدله که برای اهداف سرگرمی، مورد استفاده قرار می‌گیرند:
علف‌های چمنی در این بخش عمدتاً برای چمنزارها، میادین ورزشی و بقیهٔ اقداماتی اصلاحی یا محل‌های بازی و سرگرمی مورد استفاده قرار می‌گیرند. بعضی نیز در کشاورزی به کار می‌روند. در شرایط خاصی مثلاً فستوک قرمز خزنده برای چراگاه‌های تپه‌ای مورد استفاده قرار می‌گیرند.
خصوصاً علف چاودار که برای محل‌های تفریحی به ویژه زمین فوتبال یا در حاشیهٔ جاده‌ها کشت می‌شود. کولتیوارهای ویژه‌ای ممکن است برای این اهداف انتخاب گردند، ولی اصول پرورش بذر با مواردی که قبلاً گفته شد فرقی نمی‌کند.
وقتی که پرورش بذر به منظور استفاده در محل‌های تفریحی است تولیدکننده بذر باید مراقبت‌های ویژه‌ای جهت تولید بذر خالص به عمل آورد. بعضی از کولتیوارها بسیار اختصاصی بوده و برای تولید یک رنگ بخصوص یا جنبه‌های بخصوص دیگری انتخاب می‌گردند؛ بنابراین هیچگونه ناخالصی با دیگر کولتیوارهای همان گونه یا با بذور دیگر گونه‌ها نباید وجود داشته باشد. خصوصاً آن‌هایی که خشن تر بوده و نمی‌توانند چمنزار مناسبی ایجاد کنند مثلاً بذر فستوک قرمز باید مطلقاً عاری از بذر علف چاودار پایا باشد به‌طوری‌که یک یا دو گیاه علف چاودار می‌تواند چمنزار فستوک قرمز را خراب کند؛ بنابراین مزارع انتخاب شده برای تولید بذر باید عاری از هرگونه علف چمنی خودرو خواه از انواع علف‌های هرز یا گیاهان زراعی باشند.

## چمن
علفهای چمنی گروه مهمی از گیاهان سرگرمی بشر را تشکیل می‌دهند و به‌طور گسترده‌ای برای ایجاد چمنزارها، پوشش متراکم و نرم به کار می‌روند. آن‌ها همچنین در کشاورزی خصوصاً در تولید علف‌های چمنی چراگاه‌ها مورد استفاده قرار می‌گیرند.
گونه‌های چمن:
این گونه‌ها برحسب اهمیت عبارتند از:
- چمن خشن
- چمن چوب
- چمن پرندگان
- چمن کانادا
- چمن کبیر

## علف‌های مرغزار
این گراس‌ها معمولاً در مناطقی که دارای آب و هوای تیپیک قاره‌ای با تابستانهای نسبتاً گرم و زمستان‌های سرد باشد سازش دارند.
- قرنطینه:

گونه‌های دگرگشن نیاز به فاصله معمول قرنطینه یعنی ۱۰۰ متر برای مزارع دو هکتار و کوچکتر و ۵۰ متر برای مزارع بزرگتر دارند. وقتی که بذر تولید شده برای کشت مجدد بذر بخواهد به کار رود این فواصل دو برابر خواهند شد. گونهٔ خودگشن مرغ باریک باید از محصولات دیگر توسط یک مانع فیزیکی یا یک نواری عاری از کشت به عرض ۳ متر جدا شود.
- کشت قبلی:

بین کشت دو محصول بذری مرغ باید دو سال فاصله باشد و برای نسل‌های اولیه بذر این مدت باید بیشتر شود، ولی در بعضی موارد وقتی علف‌های هرز به طریق شیمیایی کنترل شود این دوره می‌تواند کاهش یابد.
علف‌های هرز مشکل ساز:
برای تولیدکنندگان بذر خطرناکترین علف‌های هرز مرغ بذری، علف‌های هرز گرامینه از قبل (مرغ معمولی) یا یولاف وحشی می‌باشند. زیرا جدا کردن بذور علف‌های هرز بعد از برداشت اگر غیرممکن نباشد بسیار مشکل است؛ بنابراین، مزارع تولید بذر باید قبل از کشت محصول بذری از وجود این علف‌های هرز پاکیزه شود؛ و در طول دورهٔ تولید بذر نیز مزرعه تمیز مانده و اگر لازم شد با دست وجین شود.
- کشت محصول بذری:

بهترین عملکرد بذر از محصولاتی به دست می‌آیند که به صورت ردیفی با ردیف‌های پهن (۶۰ سانتیمتر) کشت شوند. وقتی که امکان آبیاری نباشد در مناطق خشک فاصله ردیف را از این هم بیشتر می‌گیرند. میزان بذر و فاصله ردیف‌ها در گونه‌های مختلف فرق می‌کند. برای مرغ متوسط کاشت در فاصله ردیف ۶۰ سانتیمتر و میزان بذر ۲ تا ۳ کیلوگرم موفقیت‌آمیز بوده‌است.
- داشت محصول بذری:

مبارزه با علف‌های هرز با استفاده از علف کش‌های مناسب و در صورت کم بودن علف‌های هرز چمنی وجین با دست، می‌تواند اثرات اقتصادی مناسبی داشته باشد. کاند (در هبلس ویت ۱۹۸۰) امتیازی در کولتیواتور زدن بین ردیف‌ها مشاهده نکرد و توصیه کرده فقط با روتیواتور زدن در فصل بهار سله زمین شکسته شود. مصرف ازت در یک بار به مقدار ۱۱۲ کیلوگرم در هکتار در اوایل بهار خصوصاً در سال چهارم بهترین نتیجه را در عملکرد بذر داده است. خارج کردن بقایا و کاه سریعاً پس از برداشت توسط چرا، سوختن یا چیدن لازم است ولی برگ چینی‌های دیگر لازم نمی‌باشد.
- خشک کردن:

وقتی دسته‌های محصول بریده شده برداشت می‌گردند، محتوی رطوبت بذر معمولاً از ۱۴ درصد پایین‌تر است و بنابراین بذر می‌تواند با امنیت انبار گردد. دربرداشت مستقیم با کمباین رطوبت بذر بیشتر بوده و ممکن است مواد سبز دیگر نیز مخلوط با آن باشد و لازم است که هر چه سریعتر این مواد جدا شوند. این کار با پهن کردن بذر روی یک سطح با تهویه مناسب و زیر رو کردن متوالی آن به منظور خشک کردن تا رسیدن بذر به رطوبت قابل قبول انجام می‌شود.
- بوجاری بذر:

تنها یک دستگاه بوجاری دارای پنکه و غربال لازم است تا نمونهٔ بذر خوب بوجاری شده تولید نماید. بذر بعضی از گونه‌ها ریشک دار هستند و بذر ممکن است نیاز به ریشک زنی داشته باشد. در اکثر گونه‌ها بذر برداشت شده حاوی سنبلک‌های شسته نشده یا تعدادی بذر مجتمع می‌باشد که باید برای عبور نمودن راحت از بذرکار شکسته شوند

## علف‌های چمنی مناطقاستوایی
علف‌های چمنی مناطق گرمسیری و نیمه گرمسیری طوری سازگاری یافته‌اند که در شرایط روزهای کوتاه بذر تولید کرده و در بعضی از آن‌ها در روزهای بلند بذر تولید نمی‌شود. تعدادی شرایط مرطوب را ترجیح داده و بقیه به شرایط خشک‌تر سازگاری پیدا نموده‌اند. بعضی از علف‌های چمنی مناطق گرمسیر به صورت رویشی تکثیر می‌یابند، ولی در این بخش گیاهان دارای تکثیر جنسی تشریح می‌شوند.
یکی از مشکلات تولید بذر علف‌های چمنی مناطق گرمسیری بی نظمی در تولید بذرها می‌باشد. بون من (۱۹۷۱) برای مقیاس عملکرد از بذرهای خالص جوانه زده استفاده کرده و اشاره کرده‌است که بدین طریق عملکرد بذر از عملکرد بذر بوجاری شده کمتر می‌باشد، زیرا تعدادی از بذور بوجاری شده نازا هستند. علاوه بر این معمولاً در طول یک سار بسته به وجود رطوبت دو تا سه بار بذر تولید می‌شود. برخلاف علف‌های چمنی مناطق معتدله در سال کشت نیز بذر تولید می‌شود و عملکرد بذر در هر بار برداشت پایین است. بون من (در هبلس ویت ۱۹۸۰) اشاره کرده که معمولاً بذور تولید شده دارای ۲۵ درصد جوانه زنی بوده و عملکرد در حدود ۱۰۰ کیلوگرم در هکتار می‌باشد. در کشورهای استوایی که نیروی انسانی در حد وفور است، خوشه‌های بذر با دست کنده می‌شود و مشکل طولانی بودن دورهٔ رسیدن به این ترتیب تا حد زیادی حل می‌شود. این مسئله باعث طولانی‌تر شدن خوشه دادن هم در داخل یک گیاه و هم بین گیاهان می‌شود و در روی یک خوشه نیز گل دادن ادامه می‌یابد.
با کاشت در فاصله ردیف کمتر و افزایش کود از ته می‌توان پنجه زنی زودتر را تحریک نموده و پنجه زنی دیر را کاهش داد و به این ترتیب
گلدهی را یکنواخت کرد. اما این روش همواره مؤثر نیست.